# Szymon Pisulewski
Szymon Pisulewski (ur. 20 października 1808 w Osieku pod Radomiem, zm. 30 września 1859 w Warszawie) – polski nauczyciel, botanik, biolog oraz zoolog, popularyzator nauk przyrodniczych w Królestwie Polskim .

## Życiorys
Urodził się w Osieku ze związku Jana oraz Heleny z Zawadzkich. Naukę początkową pobierał w Radomiu, a następnie w Łomży. W 1826 roku został studentem Uniwersytetu Warszawskiego. Uzyskał tytuł magistra biologii. W 1829 roku rozpoczął pracę jako nauczyciel w Szkole Wydziałowej na Muranowie, a później na Nowym Świecie. W 1836 roku wykładał nauki przyrodzone w gimnazjum gubernialnym oraz prowadził zajęcia w Szkole Rabinów w Warszawie .
Od 1841 roku uczył języka polskiego w warszawskim Gimnazjum Relanym, a później również matematyki. W 1853 roku został starszym nauczycielem w Instytucie Szlacheckim, gdzie pełnił funkcję pomocnika dyrektora gabinetów .
Był autorem wielu opracowań i podręczników z zakresu botaniki oraz biologii, które wydawał własnym nakładem. Dokonał kilku tłumaczeń autorów zagranicznych z tych dziedzin. Pisał artykuły do czasopism naukowych i popularnych. Stale współpracował z czasopismem Czytelnia niedzielna. Był również encyklopedystą piszącym hasła do 28 tomowej Encyklopedii Powszechnej Orgelbranda z lat 1859-1868. Jego nazwisko wymienione jest w I tomie z 1859 roku na liście twórców zawartości tej encyklopedii  .

## Dzieła
Był autorem oraz tłumaczem:
- Zasady botaniki i fizyologii roślinnej, według A. Richarda (1840),[3]
- Gromady przyrodzone królestwa roślinnego, (1841),[4]
- Botanika popularna: obejmująca opisanie drzew, krzewów i roślin zielnych tak krajowych, jak i zagranicznych..., (1845),[5]
- Opis stworzeń czyli wiadomości z historii naturalnej część pierwsza czterotomowej publikacji napisanej wspólnie z Bełzą i Radwańskim: Treść nauki przyrodzenia czyli wiadomości do ogólnego oświecenia potrzebne, z nauki o zwierzętach czyli zoologii, o roślinach czyli botaniki, o ciałach kopalnych czyli mineralogii, o istotach nieważkich czyli fizyki, o składzie ciał czyli chemii, o gwiazdach czyli astronomii, w sposobie dla każdego przystępnym wyłożyli magistrowie b. Uniwersytetu Warszawskiego, nauczyciele nauk przyrodzonych w szkołach rządowych, tomy 1-4, (1850),
- Flora lekarska czyli Opisanie cech rodzajowych i gatunkowych wszystkich roślin w medycynie używanych, tłum. dzieła Edwarda Winklera, dwa wydania (1852)[6], (1858),
- Tajniki przyrodzenia (1856),[7]
- Zoologija krótko zebrana czyli Opisanie najważniejszych z działu zwierząt stworzeń, tak pod względem korzyści, jako i szkód które zrządzają, trzy wydania (1852), (1857)[8], (1862).